# NGC 3660
NGC 3660 је спирална галаксија у сазвежђу Пехар која се налази на NGC листи објеката дубоког неба.
Деклинација објекта је - 8° 39' 31" а ректасцензија 11h 23m 32,2s. Привидна величина (магнитуда) објекта NGC 3660 износи 12,2 а фотографска магнитуда 13,0. NGC 3660 је још познат и под ознакама MCG -1-29-16, UGCA 234, MK 1291, IRAS 11210-0823, PGC 34980.